# 斯萊特馬克峰
61°23′51″N 8°27′58″E / 61.3975°N 8.4661°E
斯萊特馬克峰是挪威的山峰，位於該國東南部內陸郡，處於洛姆，距離首都奧斯陸200公里，屬於尤通黑門山脈的一部分，海拔高度1,720米。